# Віго-ді-Кадоре
Віго-ді-Кадоре, Віґо-ді-Кадоре (італ. Vigo di Cadore, вен. Vigo de Cador) — муніципалітет в Італії, у регіоні Венето,  провінція Беллуно.
Віго-ді-Кадоре розташоване на відстані близько 520 км на північ від Рима, 120 км на північ від Венеції, 45 км на північний схід від Беллуно.
Населення — 1459 осіб (2014).

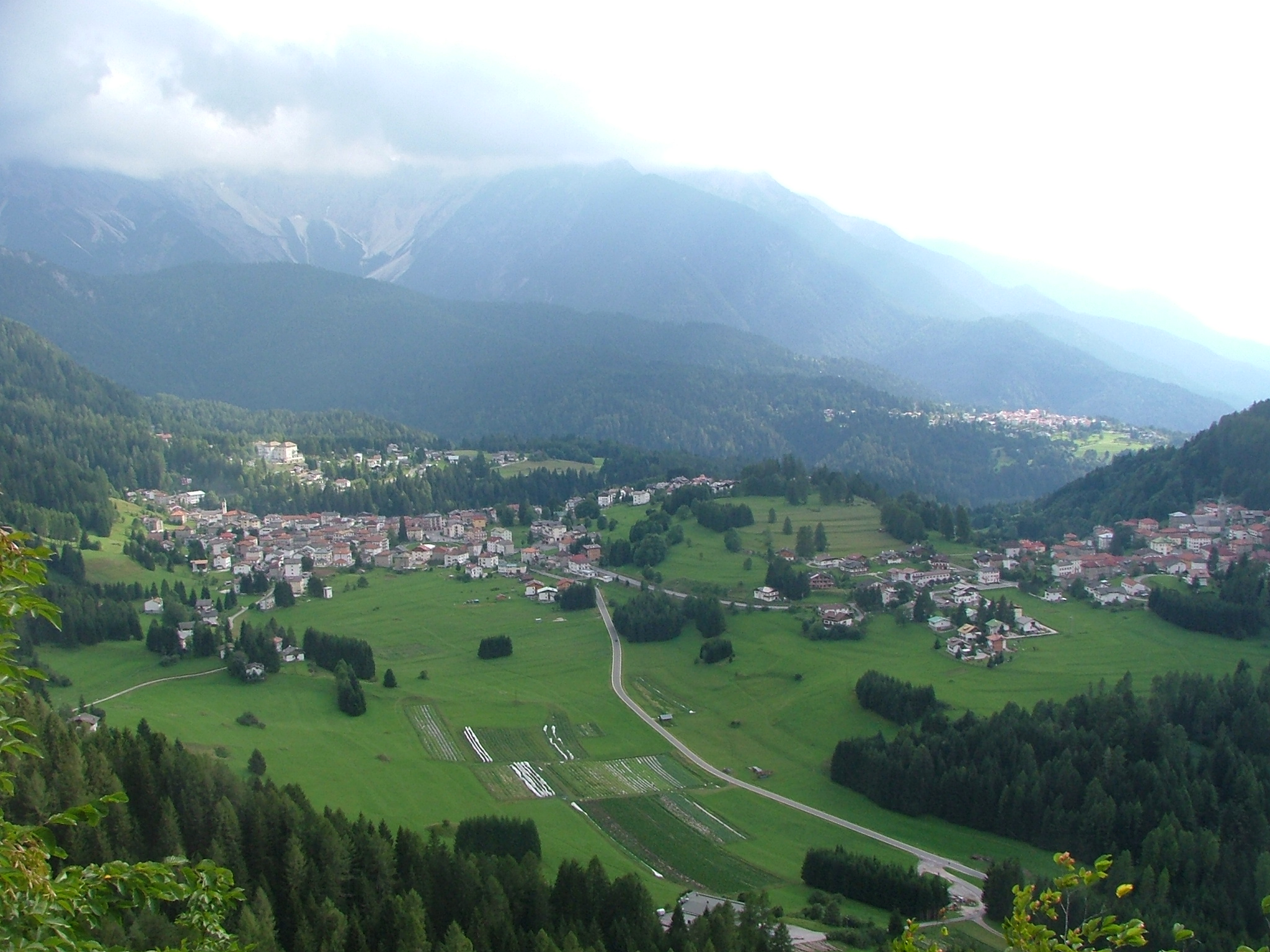

Щорічний фестиваль відбувається 11 листопада. Покровитель — Martino di Tours.

## Демографія
Населення за роками:

Станом на 1 січня 2023 року в муніципалітеті офіційно проживало 26 іноземців з 11 країн, серед них 8 громадян країн Євросоюзу та 4 громадяни України.

## Сусідні муніципалітети
- Ауронцо-ді-Кадоре
- Форні-ді-Сопра
- Лоренцаго-ді-Кадоре
- Лоццо-ді-Кадоре
- Прато-Карніко
- Санто-Стефано-ді-Кадоре
- Саппада
- Саурис